# Jaheim Bell
Jaheim Cameron Bell (Lake City, 14 giugno 2001) è un giocatore di football americano statunitense che milita nel ruolo di tight end per i New England Patriots della National Football League (NFL).

## Carriera universitaria
Bell disputò cinque partite nella sua prima stagione a South Carolina nel 2020, facendo registrare una ricezione da 29 yard. L'anno seguente disputò 13 partite, di cui 5 come titolare, con 30 ricezioni per 497 yard e 5 touchdown.
Nel 2022 Bell fu poco cercato dal suo quarterback, malgrado il clamore che lo circondava dopo la sua prestazione nel Dukes Mayo Bowl dell'anno precedente. Sia lo zio che la madre si lamentarono via Twitter con lo staff degli allenatori per il suo scarso utilizzo. Bell entrò nel portale per i trasferimenti il 5 dicembre 2022, firmando con i Florida State Seminoles il lunedì successivo. Nell'unica stagione con la squadra fu inserito nella seconda formazione ideale dell'Atlantic Coast Conference.

## Carriera professionistica

### New England Patriots
Bell fu scelto dai New England Patriots nel corso del settimo giro (231º assoluto) del Draft NFL 2024. Il 10 maggio 2024 firmò il suo primo contratto con la squadra. Il 3 novembre 2024 nella gara contro i Tennessee Titans fece registrare la sua prima ricezione nella NFL. La sua prima stagione si chiuse con due ricezioni per 20 yard in 15 presenze, nessuna delle quali come titolare.